# نملاوية بيكارية
نملاوية بيكارية (الاسم العلمي:Myrmecodia beccarii) هي نوع من النباتات الفوقية يتبع جنس النملاوية من الفصيلة الفوية.
سمي هذا النوع نسبةً إلى عالم النبات الإيطالي أدواردو بيكاري.